# Cantiere Navale Triestino
Le Cantiere Navale Triestino est un chantier naval italien créé en 1907 à Monfalcone, ville du nord-est de l'Italie, située dans la province de Trieste à l'époque, dans la province de Gorizia actuellement. Ce chantier naval est toujours actif de nos jours, il a été rebaptisé Cantiere Navale di Monfalcone et fait partie du groupe Fincantieri, le plus important constructeur de navires marchands au monde.

## Histoire
Le Cantiere Navale Triestino a été créé par la famille italienne Cosulich, originaire de Lusimpicolo, petite ville située sur l'île de Lussino, dans le comitat de Primorje-Gorski Kotar, en Croatie (ex Yougoslavie).
Le chantier naval a été officiellement inauguré le 3 avril 1908.
La famille Cosulich était une très ancienne famille italienne qui avait créé son premier chantier naval en 1857 et qui était propriétaire de la compagnie de navigation « Unione Austriaca di Navigazione » qui assurait les liaisons entre Trieste et l'Amérique du Sud.
Jusqu'au déclenchement de la Première Guerre mondiale, le chantier naval a construit plusieurs navires de commerce mais aussi militaires, notamment en 1911 le croiseur Saida pour le compte de k.u.k. Kriegsmarine, la Marine militaire de l'Autriche-Hongrie. Avec le déclenchement de la guerre entre l'Italie et l'Autriche en 1915, les salariés du chantier naval, en majorité des italiens, durent abandonner le chantier car le site était très proche de la ligne de front pour continuer à fonctionner. La zone a été occupée par l'Armée royale italienne le 8 juin 1915, devenant ainsi l'ojectif privilégié des canons autrichiens de juillet à septembre 1915 pendant les différentes batailles de l'Isonzo. La société a cependant pu continuer à fonctionner, en utilisant du matériel prêté par la DDSG de Budapest et l'Arsenal Naval de Pula. Pendant la guerre, la société a construit de nombreux sous-marins, dont plusieurs de la classe U-27.
Après la guerre, avec le passage de la zone de Trieste et l'Istrie au royaume d'Italie, la société a changé son nom pour « Cosulich Società Triestina di Navigazione ». Le chantier naval de Monfalcone reprend son activité et la société est connue dans le monde entier sous le nom de « Cosulich Line ». En 1923, la famille Cosulich crée à Monfalcone la société « Officine Aeronautiche » (Ateliers aéronautiques) après qu'elle a manifesté un fort intérêt pour la navigation aérienne. Elle était alors déjà propriétaire depuis 1921 de la compagnie aérienne Società Italiana Servizi Aerei (SISA SpA).
Au cours du printemps 1928, la Banca Commerciale Italiana vend sa participation dans le capital de la compagnie de navigation Lloyd Triestino di navigazione à Cosulich Line. La famille Cosulich réussit ainsi à mettre la main sur la quasi-totalité des actions de la compagnie. En 1932, les compagnies Cosulich Line et Lloyd Triestino, sur ordre du gouvernement fasciste, ont été nationalisées et englobées dans la société publique nationale Italia Flotte Riunite, sous la coupe de la holding d'État Finmare.
En 1929, la société Cantiere Navale di Trieste fusionne avec une autre société de construction navale italienne, Stabilimento Tecnico Triestino pour former Cantieri Riuniti dell'Adriatico (CRDA SpA).
Les bâtiments les plus importants construits par la société ont été les paquebots transatlantiques, Saturnia en 1925 et Vulcania en 1926.

## Production de la construction navale
Production du Cantiere Navale Triestino
| Année | Navires de tonnage brut lancés | Consommation d'acier |
| ----- | ------------------------------ | -------------------- |
|       | Tonnes                         | Tonnes               |
| 1908  | 1446                           | 600                  |
| 1909  | 6722                           | 2890                 |
| 1910  | 3637                           | 1570                 |
| 1911  | 17815                          | 7580                 |
| 1912  | 22534                          | 12100                |
| 1913  | 32405                          | 19100                |

## Travailleurs employés sur le site
Nombre de travailleurs employés sur le site
| Année       | Nombre de travailleurs |
| ----------- | ---------------------- |
| 1908        | 400                    |
| 1909        | 800                    |
| 1910        | 650                    |
| 1911        | 1600                   |
| 1912        | 1800                   |
| 1913        | 2350                   |
| 1914 (mars) | 2600                   |